# Bilîțke
Bilîțke (în ucraineană Білицьке) este un oraș din regiunea Donețk, Ucraina.